# Logenhaus Zu den fünf Türmen am Salzquell
Das Haus der Freimaurerloge „Zu den fünf Türmen am Salzquell“ steht in der Kardinal-Albrecht-Straße 6 in Halle (Saale).

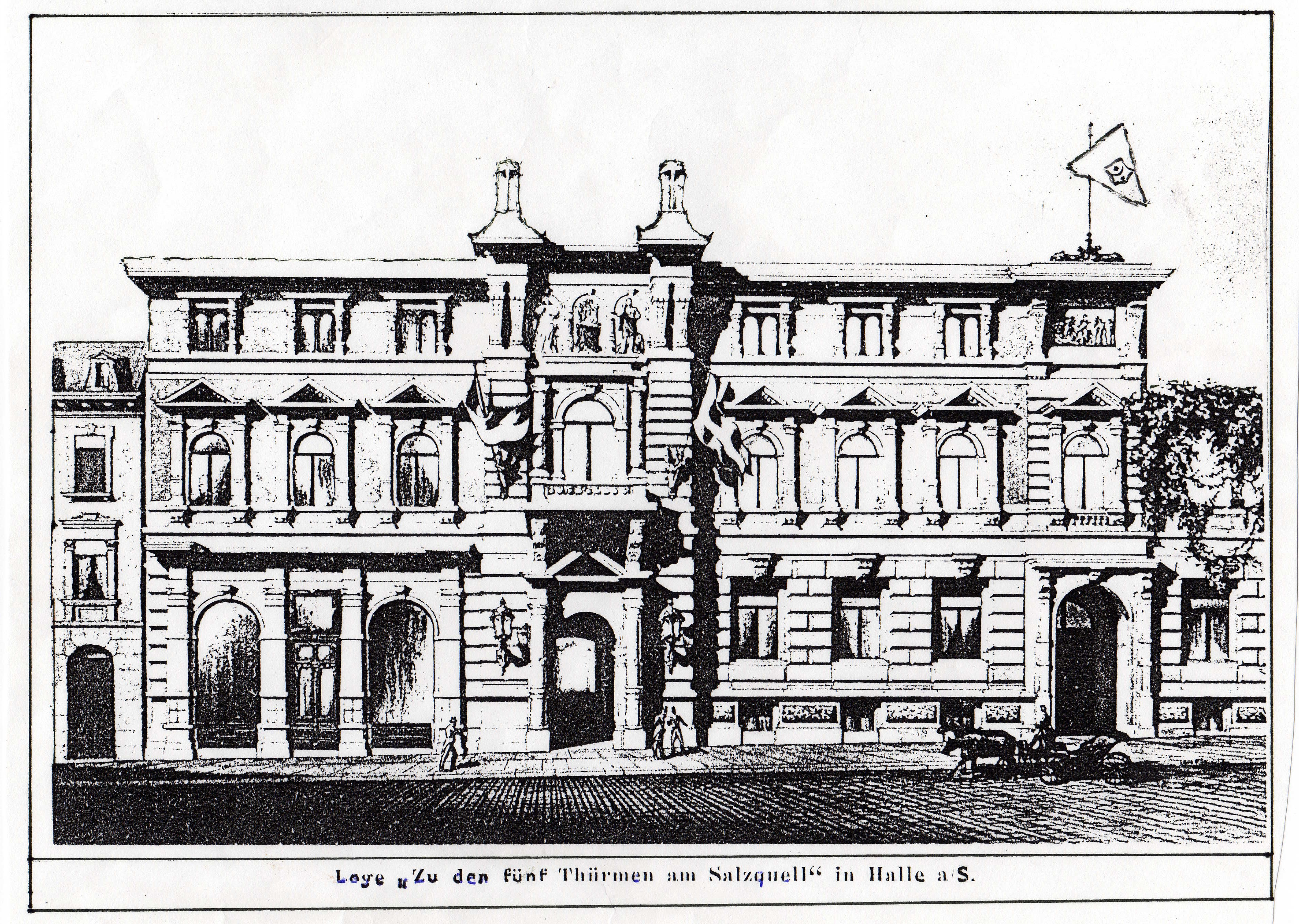
Historische Ansicht

Die Loge gründete sich 1884 als freimaurerischer Verein und erhielt 1885 von der Großen Loge von Preußen genannt Royal York zur Freundschaft ihr Konstitutionspatent als Loge. Zu ihren bekanntesten Mitgliedern zählten der Biologe Otto Schmeil, der Bildhauer Paul Reiling, der Schokoladenfabrikant Bernhard Most, der Klavierhändler Balthasar Döll, der Baumeister und Fabrikant Friedrich Kuhnt sowie der Architekt Ernst Heinrich Giese. 

## Baugeschichte
Die Loge plante bereits Anfang 1886 den Bau eines eigenen Logenhauses. Schließlich fiel die Wahl auf eine 2.496 m² große Baustelle in der damaligen Albrechtstraße, das vom Baumeister und Logenmitglied Friedrich Kuhnt der Loge großzügig gespendet wurde. Von diesem wurde auch der Grundriss des Gebäudes entworfen, vom bekannten Architekten und ebenfalls Logenmitglied Friedrich Thierichens die palastartige Fassade und die Innengestaltung. Beide waren auch für die Bauleitung verantwortlich. Das Richtfest konnte bereits am 7. Februar 1887 gefeiert werden. Die Fassade wurde im Stil römischer Palast-Architektur ausgeführt, in graugelblichem sächsischem Sandstein, in den Feldern aus Ziegelsteinverblendern in mattrötlicher Färbung. Dank der Spenden zahlreicher Logenbrüder konnte der Logenpalast mit seiner prächtigen Innenausstattung schnell fertiggestellt und bereits am 13. November 1887 feierlich eingeweiht werden.
Ein Anbau für einen „Meistersaal“ für den III. Grad erfolgte um 1912, ein zweiter ebenfalls in der Verlängerung der Längsachse im Jahre 1925 für den IV. Grad, den „Inneren Orient“.

## Der Verkauf
Unter dem zunehmenden Druck der neuen nationalsozialistischen Machthaber sah die Loge keine Aussicht mehr auf ein künftiges Weiterbestehen und beschloss daher am 10. März 1934 ihre Selbstauflösung, der schließlich nach umfangreichen behördlichen Klärungen am 8. März 1935 stattgegeben wurde. Damit war die Loge einer zwangsweisen Auflösung und Enteignung zuvorgekommen. Nachdem eine Vermietung und ein letztendlich ein Verkauf des Logenhauses lange Zeit gescheitert war, konnte es erst am 26. Oktober 1937 für nur 53.000 RM an die der Stadt Halle verkauft werden, was etwa einem Drittel des damaligen Einheitswertes von 160.800 RM entsprach.

## Weitere Nutzung
Zunächst soll das ehemalige Logenhaus von der NS-Studentenorganisation als „Hans-Schemm-Haus“, bald darauf bis zum Ende des Zweiten Weltkriegs als „Johann-Sebastian-Bach-Haus“ für kulturelle Zwecke genutzt worden sein.
1945 wurde das Gebäude kurzzeitig Sitz der Schulverwaltung von Halle und der Staatlichen Hochschule für Theater und Musik Halle. 1946 wurde das Logengebäude als „August-Bebel-Haus zum Studium der Kultur der Sowjetunion“ genutzt. In diesen Jahren wurden umfangreiche bauliche Umgestaltungen vorgenommen, wie Entfernung der überreichen Stuckornamente an den Wänden des Festsaales sowie Abbrechen der Bühnenumfassungswände. 1949 erfolgten im Auftrag der Gesellschaft für Deutsch-Sowjetische Freundschaft (DSF) weitere Umbauten, wie Einbau einer die prachtvollen Stuckelemente verdeckende Unterhangdecke im Festsaal. Dabei sind wohl auch die oberen Fenster zugemauert worden. Am 19. Juni 1949 wurde dann das Gebäude als Kulturhaus der DSF eröffnet.
Durch Verzichtserklärung der Stadt Halle wurde am 1. Oktober 1951 das gesamte ehemalige Logengrundstück an die Gesellschaft der DSF übertragen. 1952 wurde das Kulturhaus Republiksieger im Wettbewerb der DSF-Häuser in der DDR und war auch danach aufgrund seines Kulturangebotes führend. 1955 erhielt das Objekt den Namen „Haus der DSF A. S. Puschkin“, in der Öffentlichkeit kurz „Puschkinhaus“ genannt.
Am 1. Juli 1962 ging der hintere Teil des Grundstücks wieder in die Rechtsträgerschaft der Stadt Halle über, um durch das „Theater der Jungen Garde“ genutzt zu werden. Dazu wurden weitere umfangreiche und einschneidende Baumaßnahmen, insbesondere der ehemaligen Ritualräume, vorgenommen.
Im Laufe der Zeit wurde die frühere Fassade des Logenhauses mehrfach verändert. 
1988 wurde mit der umfangreichen Sanierung des Vordergebäudes begonnen. Zunächst wurde die Unterhangdecke des Festsaales entfernt und die wohl einmalige Neobarockdecke aufwändig restauriert. Bedingt durch die Wende und die Aufgabe des Hauses durch die DSF wurden die weiteren Renovierungsarbeiten abgebrochen.

## Die Nutzung in der Neuzeit
Die komplizierte Klärung und Abwicklung der Rückübertragung des Hauses an die Loge zog sich nach der Wende lange hin, so dass der vordere Teil des Hausgrundstücks erst am 1. September 2000 der am 8. Mai 1992 reaktivierten Loge durch die Stadt Halle zurückgegeben werden konnte. Für den hinteren, vom Thalia Theater genutzten Gebäudeteil wurde die Loge finanziell entschädigt.

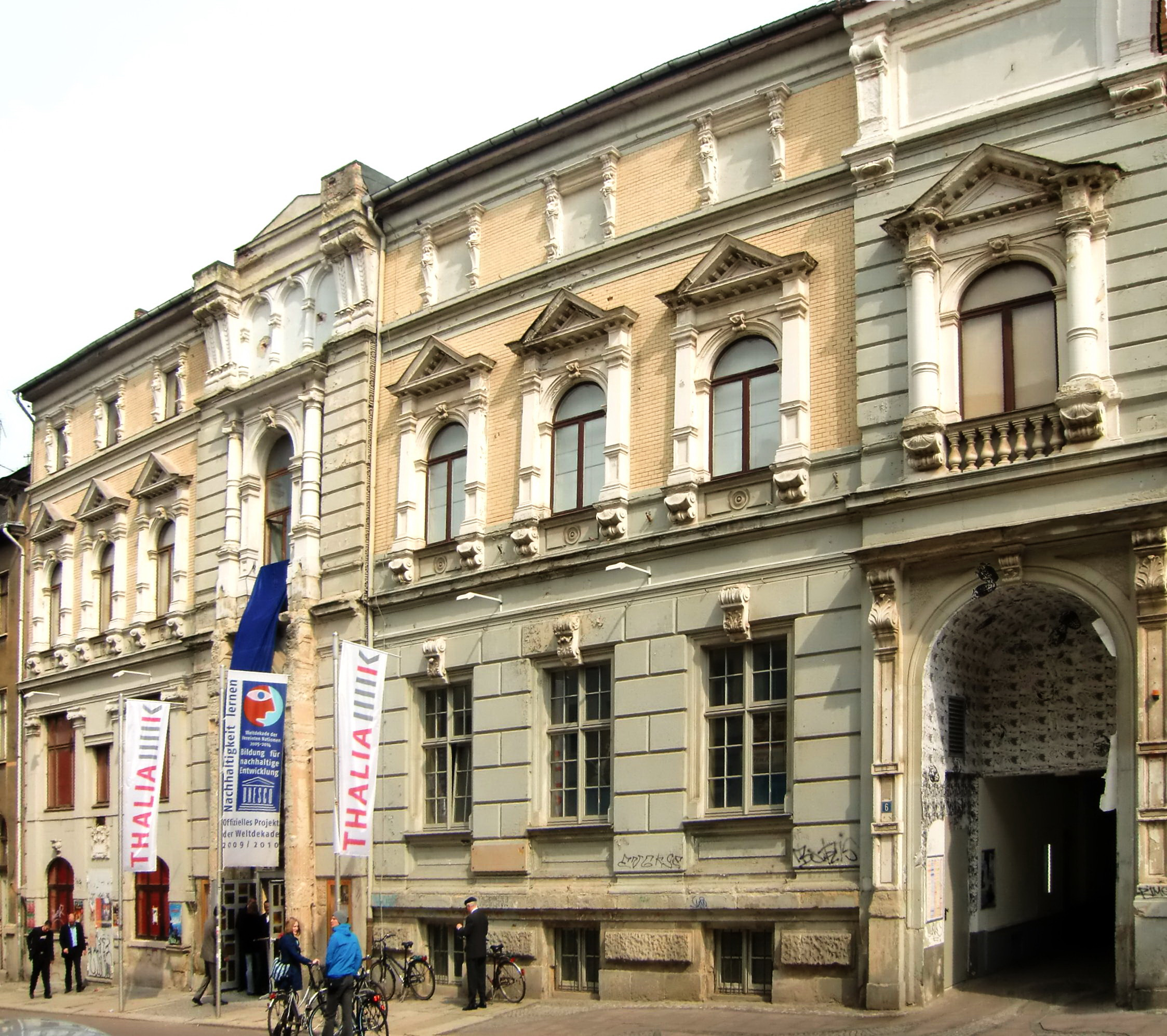
Heutige Ansicht

Der vordere Teil, bereits 1989 stark renovierungsbedürftig, war in den vielen Jahren der Nichtnutzung immer stärker verfallen. Aufgrund des hohen Sanierungsaufwandes und der für die wiedererstandene Loge zu großen Räumlichkeiten musste sich diese daher zwangsläufig nach einem geeigneten Käufer umsehen. Nach langen und vergeblichen Verkaufsbemühungen wurde das Logengrundstück am 12. September 2002 schließlich der Gesellschaft der Freunde des Thalia Theaters (heute: Denkmalschutzverein „Puschkinhaus e.V.“) für eine geringe symbolische Kaufsumme überlassen, da großes Interesse an der Erweiterung deren Spielstätte bestand. Damit konnte einerseits der Gesamtkomplex wieder einer gemeinsamen Nutzung zugeführt, andererseits im freimaurerischen Sinne der Allgemeinheit – nämlich für die kulturelle Betreuung und Erziehung von Kindern und Jugendlichen – zur Verfügung gestellt werden. Am 15. Juni 2005 wurde im gleichen Objekt das Filmkunsttheater „Puschkino“ eröffnet. Seit Anfang 2012 wird das Haus durch das Thalia Theater nicht mehr genutzt. Im Souterrain befindet sich der Club Drushba, ein Tanz- und Konzertclub für Independentmusik.
Zur Erinnerung an die frühere Nutzung als Logenhaus wurde am 18. Oktober 2008 an dem Gebäude eine Gedenktafel enthüllt.